# Edmond (Oklahoma)
Edmond é uma cidade localizada no estado norte-americano de Oklahoma, no Condado de Oklahoma.

## Demografia
Segundo o censo norte-americano de 2000, a sua população era de 68.315 habitantes.
Em 2006, foi estimada uma população de 76.644, um aumento de 8329 (12.2%).

## Geografia
De acordo com o United States Census Bureau tem uma área de
227,8 km², dos quais 220,5 km² cobertos por terra e 7,3 km² cobertos por água. Edmond localiza-se a aproximadamente 367 m acima do nível do mar.

## Localidades na vizinhança
O diagrama seguinte representa as localidades num raio de 20 km ao redor de Edmond.